# Ross Valory
Ross Lamont Valory (nascido em 2 de fevereiro de 1949) é um músico americano mais conhecido como baixista da banda de rock Journey de 1973 a 1985 e novamente de 1995 a 2020. Valory foi introduzido no Rock and Roll Hall of Fame como um membro do Journey em 2017.

## Carreira
Ross Valory nasceu na área da baía, cresceu em Lafayette, Califórnia, e estudou na Acalanes High School. No colégio, ele tocou clarinete, clarinete baixo e violão. Sua mãe o apresentou ao jazz, principalmente Dave Brubeck. Ele tocou com Frumious Bandersnatch seguido por Steve Miller Band aparecendo no Rock Love. Ele foi acompanhado pelo guitarrista David Denny, o baterista Jack King e o baixista Bobby Winkelman, todos os quais se tornariam membros da Steve Miller Band. Na verdade, era Jim Nixon, o empresário do Frumious Bandersnatch, que apresentaria Valory aos membros da banda Journey junto com Prairie Prince dos The Tubes, que originalmente sentou na bateria.
Além de sua rescisão com o grupo durante as sessões do álbum Raised on Radio e a turnê de apoio do álbum em 1986, Valory tocou em todos os álbuns do Journey até agora. Para Raised on Radio, ele foi substituído no baixo no estúdio por Bob Glaub em três músicas, enquanto as músicas restantes foram tocadas por Randy Jackson, que também tocou na turnê subsequente. Embora ele tenha retornado à banda quando eles se reformularam em 1995, Valory foi demitido do Journey novamente em 2020, com Jackson substituindo-o mais uma vez.
Uma das técnicas de Valory é amarrar um baixo de quatro cordas com as quatro cordas inferiores de um conjunto de 5 cordas. Portanto, em vez do arranjo EADG usual, seu baixo é tocado como BEAD, que ele chama de Nashville Tuning. Isso adiciona a profundidade de cinco cordas às canções, enquanto permite o dedilhado rápido de um braço de quatro cordas. Valory gravou o Escape com um Ovation Magnum II, usou um Peavey for Frontiers e um Fender Jazz até o álbum Departure.
Valory também toca teclado e guitarra.
Valory também tocou para The Vu, The Storm, Frumious Bandersnatch e Steve Miller Band.

## Discografia

### Steve Miller Band
- Rock Love (1971)

### Journey
- Journey (1975)
- Look into the Future (1976)
- Next (1977)
- Infinity (1978)
- Evolution (1979)
- Departure (1980)
- Dream After Dream (1980)
- Captured (1981)
- Escape (1981)
- Frontiers (1983)
- Trial by Fire (1996)
- Arrival (2001)
- Red 13 (2002)
- Generations (2005)
- Revelation (2008)
- Eclipse (2011)

### Todd Rundgren
- 2nd Wind (1991)

### The Storm
- The Storm (1991)
- Eye of the Storm (1996)

### The V.U.
- Phoenix Rising (gravado em 1985; lançado em 2000)